# تارونا
تارونا (به انگلیسی: Taroona) یک حومه شهر در استرالیا است که در تاسمانی واقع شده‌است.